# 天苑四c
天苑四c是一颗位于波江座、距离地球约10光年的系外行星。2002年，科学家宣布发现了这颗环绕橙矮星天苑四运转的系外行星，但是至今还未得到确认。该行星有可能成为第一颗经确认的日射量接近于海王星的气体巨星。
2002年，爱丽丝·奎伦和斯蒂芬·桑代克通过研究环绕天苑四的尘埃盘结构，认为可能存在着天苑四c。但是及至2008年8月，该行星的存在还未得到确认。